# Djed i baka
Djed i baka su roditelji od oca i majke.
Gotovo svaki čovjek ima dva biološka djeda i dvije biološke bake, četiri pradjeda i četiri prabake, itd. U slučaju incesta, broj je manji. Tijekom povijesti rastao je životni vijek ljudi. U vrijeme kada je životni vijek bio oko 40 godina, unuci su rjeđe nego danas imali žive djeda i baku, a danas mnogi imaju i žive pradjedove i prabake. 
Zajednički život tri generacije pomaže prenošenju znanja i običaja s generacije na generaciju. Često puta djed i baka preuzimaju ulogu roditelja, ako netko od roditelja nastrada ili oboli, a imaju i važnu ulogu odgoja i brige oko djece, dok su npr. roditelji na poslu. U slučaju prerane smrti oba roditelja, djed i baka preuzimaju ulogu skrbnika maloljetne djece.
Ponekad se izrazi djed i baka koriste za starije osobe općenito. Izraz djed koristi se i u nazivu Djeda Božićnjaka.

## Poveznice
- Obitelj
- Roditelji: otac i majka
- Rodbina
- Djed i baka se rastaju (1996)
- Svjetski dan djedova, baka i starijih osoba